# Louis Meurisse
Louis Meurisse nebo Henri-Louis Meurisse narozen jako Joseph Meurisse (24. října 1873 v Boulogne-sur-Mer – 22. listopadu 1932 v Paříži) byl francouzský fotograf.

## Životopis
Narodil se v Boulogne-sur-Mer otci fotografovi belgické národnosti a stal se jedním z prvních francouzských reportážních fotografů pro pobočku agentury v Paříži, kde pracoval v letech 1890 až 1904 a specializoval se na pokrytí sportovních událostí, zejména automobilových závodů. V roce 1909 založil tiskovou agenturu Meurisse, kterou řídil až do své smrti v roce 1932.
Dne 23. března 1937 se tisková agentura Meurisse spojila s agenturou Rol (založená fotografem Rolem v roce 1904) a Mondial (založena v roce 1932), aby odolávala mezinárodní konkurenci. Nová agentura měla název SAFRA a poté SAFARA. Ta přešla v roce 1945 pod kontrolu společnosti Monde et Caméra, pak Sciences-Film, která všechny tyto sbírky prodala Francouzské národní knihovně v roce 1961.